# Hartmann Strohsacker
Hartmann Strohsacker OSB (* 6. Juli 1870 in Mauternbach, Niederösterreich, als Augustin Strohsacker; † 12. März 1946 in Göttweig) war von 1930 bis 1946 der 60. Abt des Stiftes Göttweig.

## Leben
Augustin Strohsacker trat 1888 ins Benediktinerstift Göttweig ein und erhielt den Ordensnamen Hartmann. Er studierte Theologie an der Hauslehranstalt in Göttweig und an der Universität Innsbruck, an der er im Jahr 1897 zum Doktor der Theologie promoviert wurde. 1883 wurde er durch Coloman Belopotoczky in St. Pölten zum Priester geweiht. Ab 1899 war er – nach kurzer Lehrtätigkeit an der Göttweiger Hauslehranstalt – Professor für Dogmatik an der Benediktinerhochschule Sant’Anselmo in Rom; von 1908 bis 1913 übte er dort auch die Aufgaben des Rektors der Hochschule und des Priors des Kollegs Sant’Anselmo aus. 1913 kehrte er nach Göttweig zurück, wurde 1914 hier zum Prior bestellt und war von 1925 bis 1930 Pfarrvikar in Kilb. Nach dem Tod von Abt Adalbert Fuchs wurde er am 11. Dezember 1930 unter dem Vorsitz der Apostolischen Administratoren Laurentius Zeller und Simon Landersdorfer zum 60. Abt des Stiftes Göttweig gewählt. Der Bischof von St. Pölten, Michael Memelauer, erteilte ihm am 15. Jänner 1931 die Abtsbenediktion in der Göttweiger Stiftskirche. Seine Amtszeit war überschattet von den wirtschaftlichen Schwierigkeiten der Zwischenkriegszeit und vor allem von der Enteignung des Stiftes Göttweig zugunsten der kreisfreien Stadt Krems im Jahr 1939. In diesem Zusammenhang wurde er mit einer Reihe von Mitbrüdern nach kurzer Inhaftierung am Morzinplatz in Wien schließlich in Unternalb konfiniert. 1945 konnte er noch mit seinen Mitbrüdern in das Stift Göttweig zurückkehren, das durch Enteignung, Verwendung als Flüchtlingslager und Umsiedlungslager für Bessarabier, Nationalpolitische Erziehungsanstalt sowie zuletzt als sowjetische Garnison schwer in Mitleidenschaft gezogen worden war. Er konnte noch den Beginn des regulären klösterlichen Lebens unter notdürftigen Verhältnissen erleben, verstarb aber bereits am 12. März 1946.
Während seiner Lehrtätigkeit in Rom war er gleichzeitig Prokurator der Österreichischen Benediktinerkongregation; wenige Monate nach seiner Abtwahl wurde er Assistent des Abtpräses der Österreichischen Benediktinerkongregation und etwas später Delegat des Heiligen Stuhls für die Ungarische Benediktinerkongregation, die er in den folgenden Jahren visitierte.
Er wurde mit dem Silbernen Ehrenzeichen für Verdienste um die Republik Österreich ausgezeichnet.
Sein Abtswappen ist geteilt, vorne das Göttweiger Stiftswappen, hinten eine Garbe (aus Stroh – als sprechendes Wappen); darunter der Wahlspruch „Prodesse magis quam praeesse“ (aus der Regula Benedicti 64,8).